# Lavaš
Lavaš (arménsky լավաշ, ázerbájdžánsky a turecky lavaş; kurdsky nanê loş; persky لواش‎, někdy též arménský lavaš) je nekynutý, tenký měkký chléb. Je populární na Kavkaze, v Západní Asii, v Turecku a v oblastech okolo Kaspického moře. Jde o nejrozšířenější chléb v Arménii, Ázerbájdžánu, Turecku a Íránu.
V Arménii již mnoho století po podzimní sklizni obilí pečou lavaš na stěnách rozpálené hliněné pece, která se nazývá tandúr (arménsky tonir) a která je zapuštěna do země. Placky upečené ve velkém množství pak udržují v suchu a před konzumací zvlhčí vodou.
Lavaš se vyrábí z pšeničné nebo žitné mouky a vody, někdy se přidává sůl či olej. Je podobný indickému chlebu čapátí, lavaš je však větší a tenčí. Díky své pružnosti umožňuje zabalit maso, máslo, brambory, vejce, strouhaný sýr s čerstvou zeleninou nebo i sladké potraviny.
Komise UNESCO roku 2014 zapsala lavaš na seznam mistrovských děl ústního a nehmotného dědictví lidstva. Nominován byl arménskými etnografy, podle nichž je bytostně spjatý s arménskou kulturou a historií. To však vyvolalo protesty (zejména v Ázerbájdžánu), které zpochybnily „autorská práva“ Arménie na tento typ chleba. Podobné spory vznikly v minulosti například u dolmy (závitků v listech hlávkového zelí nebo vinné révy).